# Valeriana (città)
Valeriana è il nome di un sito archeologico costruito dai Maya situato nella giungla dello stato di Campeche, in Messico. La scoperta di Valeriana risale al 2024, quando un team di archeologi, guidato da Luke Auld-Thomas, ha identificato l'insediamento grazie alla tecnologia Lidar, una tecnica di telerilevamento laser che permette di mappare superfici terrestri nascoste dalla vegetazione attraverso impulsi laser emessi da un aereo . 
La città prende il nome dalla vicina laguna omonima ed è databile al periodo classico della civiltà Maya, tra il 250 e il 900 d.C. Le sue strutture monumentali suggeriscono che fosse un'importante capitale politica dell'epoca . 

## Storia della scoperta
La scoperta di Valeriana è avvenuta quasi casualmente. Auld-Thomas, dottorando di archeologia presso la Northern Arizona University, ha identificato il sito esaminando rilevamenti Lidar disponibili online per studi ambientali . Durante una ricerca sul web, Auld-Thomas ha individuato un rilevamento laser eseguito per misurare il carbonio nelle foreste del Messico. L'indagine ha rivelato una mappa dettagliata di 129 km² di foresta, che mostrava tracce di un esteso insediamento Maya, nascosto sotto la fitta vegetazione .

## Architettura e urbanistica
Valeriana presenta tutte le caratteristiche di una tipica capitale Maya: piazze chiuse, piramidi, templi e un campo sportivo . Con una densità edilizia di 55,3 strutture per km², paragonabile a quella della famosa città di Calakmul, Valeriana occupa circa 16 km² e ospita oltre 6.500 edifici . Gli archeologi stimano che al suo apice potesse avere una popolazione di 30.000-50.000 abitanti. Le strutture includono due quartieri principali e un bacino idrico, che testimoniano la sofisticazione architettonica e l’importanza della città come centro abitativo e cerimoniale . L'insediamento sembra essere stato abbandonato progressivamente, forse a causa della diminuzione delle risorse idriche e di altre difficoltà ambientali che avrebbero reso difficile il sostentamento di una popolazione così numerosa .